# Bailén
Bailén je město v provincii Jaén ve španělském autonomním společenství Andalusie. Žije zde přibližně 17 tisíc obyvatel.

## Historie
Bailén je pravděpodobně starověká Baecula, kde Římané v letech 209 a 206 př. n. l. porazili, pod vedením Scipia Africana, Kartágince. V roce 1212 se v blízkém sousedství odehrála bitva na Las Navas de Tolosa, kde armáda kastilského krále Alfonse VIII. porazila Almohadský chalífát. Během španělské války za nezávislost zde proběhla bitva (bitva u Bailénu), ve které španělský generál Francisco Castaños porazil francouzského vojevůdce Pierra Duponta.
Farní kostel Nuestra Señora de la Encarnación, postavený v 15. století v alžbětinsko-gotickém stylu, je jedním z nejvýznamnějších architektonických skvostů města, prohlášených za historickou památku. Za zmínku stojí také poustevny Nuestra Señora de la Soledad (15. století) v gotickém stylu, poustevny Jesús a El Cristo, obě v barokním stylu (18. století), poustevna Panny Marie ze Zocuecy, postavená mezi 17. a 18. stoletím, a farnost San José Obrero se svou čtvrtí, která slaví svůj svátek 1. května.

## Pamětihodnosti
Nachází se zde klášter, který se datuje do roku 729

## Partnerská města
- Móstoles, Španělsko
- Spetses, Řecko
- Yapeyú, Argentina